# Dasypogon cephicus
Dasypogon cephicus är en tvåvingeart som beskrevs av Thomas Say 1829. Dasypogon cephicus ingår i släktet Dasypogon och familjen rovflugor. Inga underarter finns listade i Catalogue of Life.